# 姜别利
姜别利（英語：William Gamble，1830年-1886年），是美北长老会派往中国的传教士。1830年出生在爱尔兰，1847年移居美国，在费城一家印刷公司当学徒，后去纽约从事《圣经》的出版工作。1858年被美北长老会派往中国，在浙江宁波主持华花圣经书房，即后来的美华书馆。他认为上海比宁波更有发展前途，于是在1860年12月将华花圣经书房改名美华书馆，并迁往上海。1886年，姜别利在宾夕法尼亚州的农庄逝世。
姜别利对中国的印刷业产生了重大影响，他发明了用电镀法制造汉字铅活字铜模，1-7号大小7种宋体铅字，称为“美华字”。他还发明了元宝式排字架，将汉字铅字按使用频率分类，并按照部首排列，提高了排版取字的效率，为中国印刷业长期沿用。